# Буря (фильм, 1928, США)
«Буря» (англ. Tempest) — американская мелодрама 1928 года, режиссёров Сэма Тейлора, Льюиса Майлстоуна и Виктора Туржанского с Джоном Бэрримором в главной роли.

## Сюжет
История любви и страсти простого солдата из крестьян, который добился своими способностями и усердием офицерского звания, и аристократки, дочери генерала, на фоне первой мировой войны и русской революции.

## В ролях
- Джон Берримор — сержант Иван Марков
- Камилла Хорн — принцесса Тамара
- Луис Волхайм — сержант Бульба
- Борис де Фаст (Борис Фастович) — коробейник
- Джордж Фоусет — генерал
- Улльр Хаупт — капитан
- Майкл Висарофф — охранник

## Награды
- 1929 — Премия «Оскар» за лучшую работу художника-постановщика (Уильям Кэмерон Мензис, совместно с фильмом «Голубь»)[1]